# Géry de Ghersem
Géry de Ghersem, también conocido como Géry Gersem, (Tournai, c. 1573-Tournai, 25 de mayo de 1630) fue un compositor francoflamenco de finales del Renacimiento, activo tanto en España en la corte de Felipe II y Felipe III, como en su país natal de los Países Bajos. Fue un compositor prolífico y muy respetado en la época, pero pocas de sus composiciones sobreviven, ya que casi todo fue destruido en el terremoto de Lisboa y el incendio posterior de 1755.

## Biografía
Ghersem nació en la Tournai y allí recibió su formación musical de niño, posiblemente bajo la tutela del maître de musique George de La Hèle. Siendo aún joven, «entre los 7 y los 12 años» según los registros de la capilla de los Austrias, fue uno de los 14 niños llevados a España para cantar en el coro de la capilla imperial, la Capilla flamenca. Durante este período, como durante los doscientos años anteriores, los Países Bajos proporcionaron una fuente confiable de jóvenes músicos talentosos para los coros de reyes y aristócratas en otras partes de Europa. Esta práctica pronto llegaría a su fin, ya que el último grupo conocido de niños del coro de Flandes fue a España en 1594.
Después de viajar a España, Ghersem pudo haber trabajado de nuevo con La Hèle brevemente, ya que era el maestro de capilla de la capilla flamenca en Madrid, pero La Hèle falleció en 1586. Ghersem ascendió en las filas de la capilla, convirtiéndose en cantor en 1593 y maestro segundo en 1598. En la década de 1590 trabajó con el prolífico compositor Philippe Rogier, por entonces maestro de la capilla; antes de que Rogier muriera joven en 1596 (tenía 35 años), le había pedido a Ghersem que lo ayudara a publicar un grupo de misas que escribió; Ghersem agregó una propia a esta colección, que es la única obra de Ghersem que sobrevive completa.
En 1604, abandonó España y regresó a Flandes, quizás buscando un puesto como maestro de capilla, puesto que le fue negado en Madrid. En Bruselas encontró tal empleo en la capilla de Alberto e Isabel, cargo que mantuvo durante el resto de su carrera. También ejerció de capellán del oratorio en Bruselas y fue nombrado sacerdote. Durante este tiempo, la corte de Bruselas fue uno de los principales centros artísticos de Europa; este fue el comienzo de la «Edad de Oro» en el sur de los Países Bajos. Algunos de sus distinguidos colegas musicales en Bruselas a principios del siglo XVII incluyeron a Peter Philips y John Bull. Ghersem murió en Tournai, su lugar de nacimiento.

## Obra e influencia
Ghersem parece haber escrito la mayor parte de su música en España, y escribió bastante. El catálogo de la biblioteca de Juan IV de Portugal, que enumera solo alrededor de un tercio del contenido de esa colosal colección, una de las bibliotecas más grandes de la época, da más de 200 composiciones, todas las cuales fueron destruidas en el terremoto de Lisboa  de 1755 y el incendio posterior. La música sacra vocal de Ghersem incluía misas, motetes, arreglos de Lamentaciones, magnificats, salmos y 170 villancicos; también escribió algo de música secular que John archivó allí, incluidas canciones en francés y algunas canciones en español. Algunos de los villancicos eran composiciones antifonales para Navidad, que tenían intercambios entre voces y grupos de instrumentos. No se sabe lo suficiente de su música para determinar si adoptó el estilo barroco, la seconda pratica, para alguna de sus obras. Tampoco se conoce música para instrumentos del catálogo.
Su única obra completa superviviente es una misa para siete voces, en el estilo polifónico del Renacimiento. Hace uso del canon y está basado en un motete de Francisco Guerrero.
Su música fue apreciada tanto por Felipe II de España como por Juan IV de Portugal, y el teórico musical y escritor italiano Pietro Cerone lo elogió efusivamente en su enorme y caótica obra El melopeo y maestro de 1613.

### Grabaciones
- Missa Ave Virgo Sanctissima, con motetes de Francisco Guerrero, Pieter Cornet, Philippe Rogier, Peter Philips. Actual dir. Erik van Nevel. Accent 2011